# Daunik Lazro
Daunik Lazro (* 2. April 1945 in Chantilly bei Paris) ist ein französischer Alt- und Baritonsaxophonist des Avantgarde-Jazz und der improvisierten Musik.
Daunik Lazro entdeckte im Alter von 15 Jahren den Jazz. Beeinflusst wurde er vor allem durch Musiker wie Sidney Bechet, Charlie Parker, Thelonious Monk und John Coltrane. Mit dem Jazz-Orchester von Saheb Sarbib gab Lazro sein Debüt als professioneller Musiker und Saxophonist. In den 1980er Jahren spielte er u. a. im Duo mit Thomas Sliomis („Pohonrama“, 1985), 1983 trat er beim Jazz Festival Willisau auf (veröffentlicht auf dem Album „Sweet Zee“ auf HatHut Records). Des Weiteren arbeitete er mit vielen europäischen Musikern der improvisierten Musik zusammen, wie Jean-Jacques Avenel, Michel Doneda und Lê Quan Ninh 1987 sowie mit Tristan Honsinger, Evan Parker, George Lewis, Joëlle Léandre und Irène Schweizer.
In den 1990er Jahren nahm er eine Reihe von Alben unter eigenem Namen auf, an denen Musiker wie Joe McPhee, Didier Levallet, Paul Rogers und Christian Rollet mitwirkten. 1995 spielte er im Duo mit dem portugiesischen Violinisten Carlos Zingaro („Hauts Plateaux“). In seinem Solo-Album „Zong Book“ setzte er sich mit dem Werk Albert Aylers auseinander. Lazro schrieb außerdem Musik für Tanz- und Theater-Ensembles wie die Company of the Chance.
In den 1990er Jahren begann Lazro außerdem Viola zu spielen. 1993 gründete er ein eigenes Orchester sowie ein Quartett mit dem Titel Outlaws in Jazz mit Jac Berrocal, Didier Levallet und Dennis Charles. Ende der 1990er Jahre arbeitete er mit einer Reihe von Orchesterprojekten sowie als Solist. Außerdem ist er Mitglied von Sophie Agnels Qwat Neum Sixx.
Sein Hauptinstrument ist das Altsaxophon. Nach Cook und Morton ist sein Spiel von Steve Lacy beeinflusst.

## Auswahldiskographie
- Hauts Plateaux (Potlatch, 1995)
- Dourou (Bleu Regard, 1996) mit McPhee, Levallet, Rogers, Rollet
- Zong Book (Emouvance, 1997–99) solo
- Daunik Lazro / Benjamin Duboc / Didier Lasserre: Pourtant les cimes des arbres (Dark Tree, 2011)
- Daunik Lazro / Jean-François Pauvros / Roger Turner: Curare (NoBusiness, 2012)
- Daunik Lazro / Joëlle Léandre: Hasparren (NoBusiness, 2014)
- Sophie Agnel / Daunik Lazro; Marguerite d’Or Pâle´ (Fou Records, 2016)
- Lazro/Jean-Luc Cappozzo/Didier Lasserre: Garden(s) (Ayler, 2017)
- Racines Radicales (1995) (ed. 2018), mit Jacques Veillé, Noël Akchoté, Christian Rollet
- Nicolas Souchal, Michael Nick, Daunik Lazro, Jean-Luc Cappozzo: Neigen (Ayler Records, 2021)
- Daunik Lazro, Jouk Minor, Thierry Madiot, David Chiesa, Louis-Michel Marion:,Sonoris Causa (NoBusiness, 2022)
- A Pride of Lions: No Questions – No Answers (RogueArt, 2023) mit Joe McPhee, Guillaume Séguron und Chad Taylor
- Daunik Lazro, Benjamin Duboc, Mathieu Bec: Standards Combustion (Dark Tree, 2023)
- Jean-Jacques Avenel, Siegfried Kessler & Daunik Lazro: Ecstatic Jazz: Crypte de Franciscains Béziers, 12. février 1982 (2023)

|-